# Павліченко Віталій Купріянович
Віталій Купріянович Павліченко (14 лютого 1937, село Водяне, тепер Софіївського району Дніпропетровської області) — український діяч, військовик, генерал-майор. Народний депутат України 1-го скликання. Професор, академік, віце-президент російської Академії проблем безпеки, оборони і правопорядку.

## Біографія
Народився в селянській родині. Батько працював сільським вчителем, загинув на фронтах Другої світової війни.
У 1952—1956 роках — студент Лебединського педагогічного училища Сумської області. З 1956 року працював вчителем.
Потім — у Радянській армії. Закінчив Львівське військово-політичне училище. Служив на командних посадах політпрацівника у Радянській армії.
Член КПРС з 1959 по 1991 рік.
Освіта вища: закінчив Військово-політичну академію імені Леніна, офіцер-політпрацівник.
У 1979—1981 роках — начальник політичного відділу 5-ї гвардійської мотострілецької дивізії обмеженого контингенту радянських військ в Афганістані.
У 1981—1986 роках — начальник політичного відділу Сімферопольського Вищого військово-політичного будівельного училища.
З 1986 року — начальник Сімферопольського Вищого військово-політичного будівельного училища.
18.03.1990 року обраний народним депутатом України, 2-й тур, 62,84 % голосів, 8 претендентів. Член Комісії ВР України з питань державного суверенітету, міжреспубліканських і міжнаціональних відносин.
Потім переїхав до Російської Федерації.
З 2000 року — радник губернатора Московської області РФ.
Член виконкому Всеросійського громадського руху «Боевое братство», член президії Московської обласної ради ветеранів війни, праці, Збройних сил і правоохоронних органів. Голова Ради ветеранів при адміністрації губернатора Московської області и апарату Мособлдуми.

## Звання
- генерал-майор

## Нагороди
- орден Червоної Зірки
- орден «За службу Батьківщині в Збройних Силах СРСР» ІІІ-го ст.
- російський орден Петра Великого II-го ст
- медалі
- Почесна Грамота Президії Верховної Ради УРСР.
- лауреат російської премії імені Г. К. Жукова (із врученням золотої медалі)